# Marcel Martin (rugby à XV)
Pour les articles homonymes, voir Marcel Martin et Martin.
Marcel Martin, né le 9 septembre 1933 à Agen et mort le 22 mai 2017 à Bayonne, est un dirigeant français de rugby à XV.
Il est membre du comité directeur, secrétaire général puis vice-président de la Fédération française de rugby. À l'origine de la création de la Coupe du monde, il en est l'un des directeurs de 1987 à 2003.
Il est président du Biarritz olympique de 1998 à 2008. Enfin, il est président de l'Union des clubs professionnels de rugby de 2004 à 2017 et trésorier de la Ligue nationale de rugby de 2008 à 2017.

## Biographie
Né le 9 septembre 1933 à Agen, élevé à Marmande, Marcel Martin a suivi des études à Paris et aux États-Unis.
Après avoir joué au rugby à XV, il a poursuivi sa passion ovale dans l'arbitrage en étant même un des rares français officiant dans ce rôle en Angleterre lorsque sa carrière professionnelle l'a conduit outre-Manche.
Il mène une carrière professionnelle au sein du groupe américain Mobil. Il travaille à la direction financière de la compagnie pétrolière pour la France et l’Afrique francophone.
De retour en France, il préside le Comité des Yvelines. Il est entré comme élu à la Fédération française de rugby en 1984, chargé des épreuves fédérales, puis de la traduction des discours officiels. Proche d'Albert Ferrasse, président de la FFR de 1968 à 1991, dont il a été le factotum auprès des dirigeants anglo-saxons de l'International Rugby Board (IRB). Il est successivement membre du comité directeur, puis secrétaire général et vice-président de la FFR.

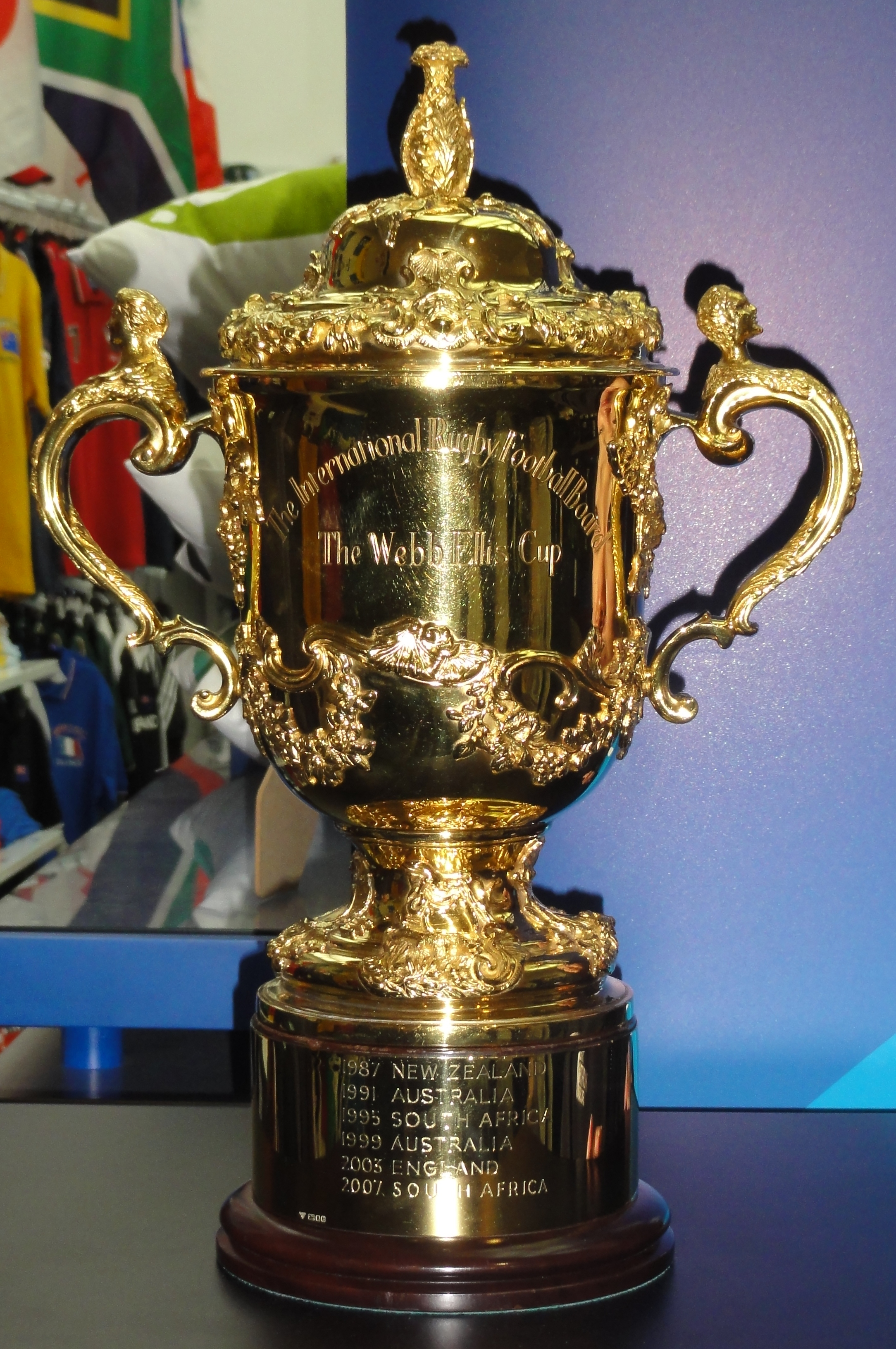
Coupe Webb Ellis

Il œuvre pour que la France entre en 1978 à l'IRB puis, pendant sept ans, pour la création de la Coupe du monde en 1985 à Paris, relayant l'idée d'Albert Ferrasse. Il devient alors l'un des cinq directeurs de la Coupe du monde de 1987 à 2003. En tant que trésorier, il s’occupe de la valorisation commerciale du tournoi. Il choisit chez un grand orfèvre anglais la Coupe Webb Ellis comme le trophée de la compétition,. Durant la Coupe du monde 1987, les hôtels néo-zélandais n'étant pas tous dotés, en 1987, de coffre-fort assez volumineux, il fut « obligé de dormir avec le trophée Webb Ellis, qui valait une fortune, sous (son) lit durant toute la durée de la compétition. Du coup, souriait-il, pendant un mois, je n'ai pas beaucoup fermé l'œil et j'ai bien été soulagé quand cette coupe plaquée or a été remise au capitaine des All Blacks... ».
Ferrasse en fait le représentant français au sein des instances internationales,. Il devient ainsi dirigeant au sein de l'ERC et du comité des Cinq puis des Six Nations. Il participe notamment à la création de la Coupe d'Europe de rugby à XV. Il quitte le comité directeur de la FFR en 1997, à la suite de désaccords avec le président Bernard Lapasset.

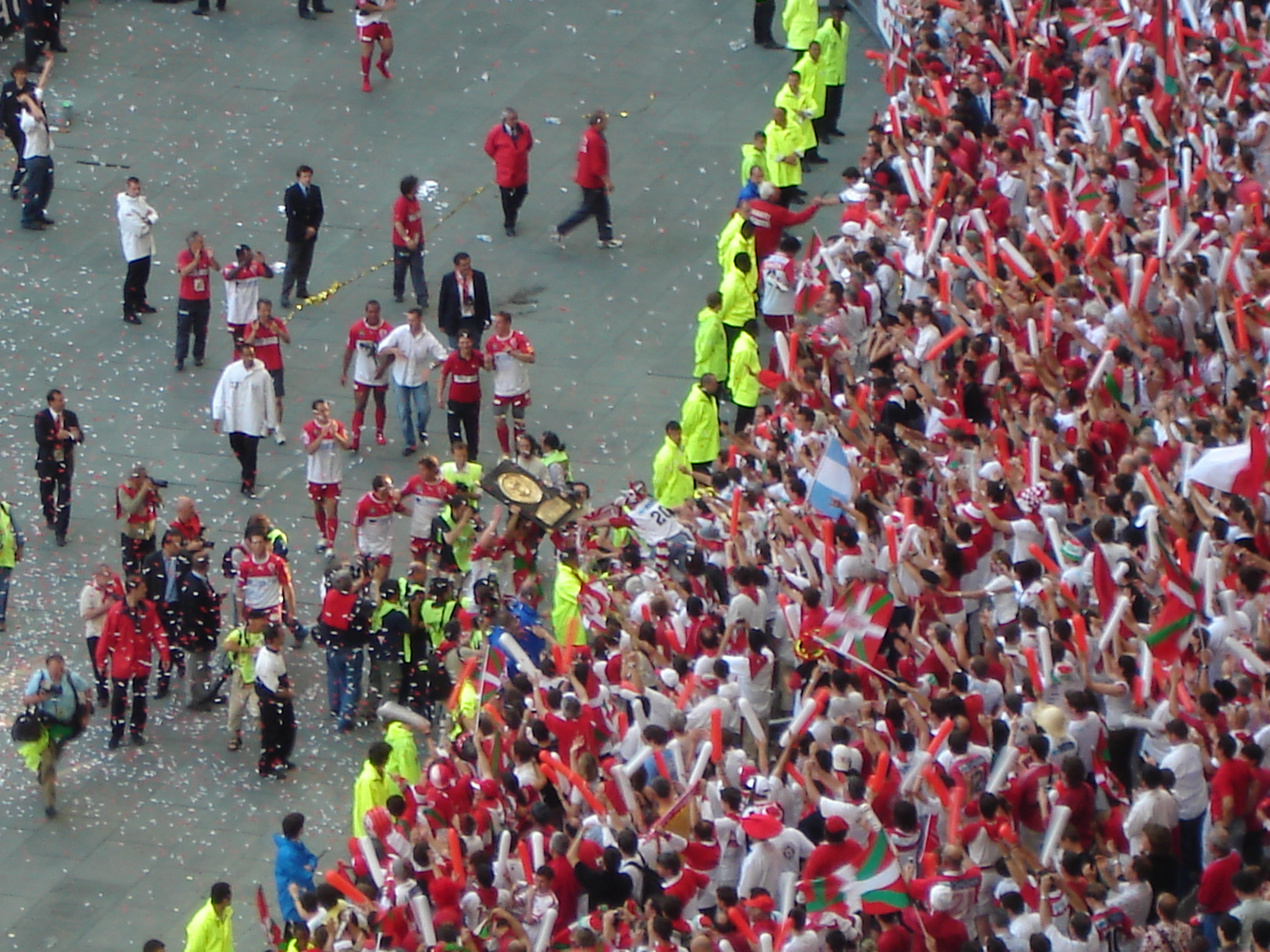
Célébration du titre de Champion de France 2006 au Stade de France.

De 1998 à 2008, il est le président du Biarritz olympique. Il succède à ce poste à son ami Serge Blanco, qui quitte le BO pour prendre la présidence de la Ligue nationale de rugby, nouvel organisme qui a la charge d'organiser les compétitions nationales professionnelles tant sur le plan sportif que financier. Durant sa présidence, le BO remporte trois titres de champion de France en 2002, 2005 et 2006 et dispute, cette même année 2006, une finale de Coupe d’Europe contre le Munster, finale perdue par le BO 23 à 19. Plusieurs grands internationaux évoluent sous le maillot du club sous sa présidence : Damien Traille, Imanol Harinordoquy, Serge Betsen, Dimitri Yachvili, Olivier Roumat, Jérôme Thion, Philippe Bernat-Salles ou Thomas Lièvremont. En 2008, il rend la présidence à Serge Blanco qui ne se présente pas à nouveau mandat à la tête de la LNR.
Il est président de l'Union des clubs professionnels de rugby, syndicat qui regroupe les clubs français évoluant dans les championnats Top 14 et Pro D2, de sa création en 2004 jusqu'à son décès en 2017. Il est aussi acteur du dialogue social dans le sport au-delà du rugby en présidant l'European Association of Sport Employers.
Il est également trésorier de la Ligue nationale de rugby, de 2008 jusqu'à son décès, et des Barbarians français.
Le 7 novembre 2014, il s'est vu remettre par Thierry Braillard, secrétaire d'État chargé des Sports, les insignes d'Officier dans l'Ordre National du Mérite.
Hospitalisé depuis plusieurs semaines, il est décédé à l'âge de 84 ans, le lundi 22 mai 2017 en fin de matinée des suites d'une longue maladie. Pour lui rendre hommage, la Fédération française de rugby demande d'observer une minute de silence sur toutes les rencontres de rugby du week-end suivant. Ces obsèques ont lieu le lundi 29 mai 2017 en l'Église Saint-Martin de Biarritz avant d'être inhumé le lendemain dans le caveau familial situé à Ayguatébia-Talau.
En novembre 2017, World Rugby lui remet le Trophée Vernon Pugh pour services rendus.

## Publication
- Marcel Martin et Henri Garcia (préf. Serge Kampf), La Coupe du monde de rugby, histoires connues et inconnues, Paris, La Table ronde, 30 août 2007, 306 p. (ISBN 978-2-7103-3009-7)

## Distinctions
- Officier de l'ordre national du Mérite (2004)
- Prix du Président décerné en 2004 par World Rugby
- Prix Vernon Pugh pour service distingué remis par World Rugby en 2017.